# اسلاتر-ماریتا (کارولینای جنوبی)
اسلاتر-ماریتا(به انگلیسی: Slater-Marietta) شهری در ایالت کارولینای جنوبی کشور ایالات متحده آمریکا است که جمعیت آن در سرشماری سال ۲۰۱۰ میلادی، ۲٬۱۷۶ نفر بوده‌است.